# Ricania sigillata
Ricania sigillata är en insektsart som beskrevs av Van Duzee 1940. Ricania sigillata ingår i släktet Ricania och familjen Ricaniidae. Inga underarter finns listade i Catalogue of Life.